# Faro de Mehdia
El faro de Mehdia es un faro situado en la ciudad de Mehdia, próxima a Kénitra, región de Rabat-Salé-Kenitra, Marruecos. Está gestionado por la autoridad portuaria y marítima del Ministère de l'équipement, du transport, de la logistique et de l'eau.

## Historia
Se construyó en 1917 como torre cilíndrica octogonal con linterna y galería.